# Cleorodes perfumaria
Cleorodes perfumaria là một loài bướm đêm trong họ Geometridae.